# ناعمة الشرهان
ناعمة عبد االله سعيد الشرهان سياسية إماراتية، عضو المجلس الوطني الاتحادي عن إمارة رأس الخيمة. وهي المرأة الوحيدة التي فازت بعضوية المجلس الوطني الاتحادي في انتخابات عام 2015. وهي رئيسة لجنة الشؤون الصحية بالمجلس. ورئيسة لجنة شؤون المرأة والطفولة في الاتحاد البرلماني العربي.

## السيرة الذاتية
ناعمة الشرهان حاصلة على دبلوم الإدارة المدرسية من جامعة الإمارات العربية المتحدة، وبكالوريوس في التربية وعلم النفس، ودبلوم في التأهيل التربوي. عملت على مدار 30 عامًا في الميدان التعليمي.